# José Vicente González Valle
José Vicente González Valle (La Guardia, Toledo, 5 d'abril de 1935 - 23 de febrer de 2019) va ser un musicòleg, documentalista, professor i religiós espanyol.

## Formació i primers anys
Nascut en el si d'una família nombrosa de vuit germans, va rebre la primera formació en el Seminari Metropolità de Toledo, on també cursà els seus estudis d'Humanitats, Filosofia i Teologia (1946-1958). Va fer estudis de piano i harmonia amb el mestre de capella de la Catedral de Toledo Isaac Feliz Blanco. També va estudiar Cant Gregorià i Música antiga, a l'"Escola Superior de Música Sacra" del Seminari de Vitòria i a la Universitat de Salamanca, amb professors com Luis de Manzárraga, Samuel Rubio, Macario Santiago Kastner o Luis Urteaga Iturrioz.
El 1958 fou ordenat sacerdot a la Catedral de Toledo, sent el seu primer càrrec d'eclesiàstic el de coadjutor-organista de l'Església de Santo Tomé de Toledo. Entre 1959 i 1964 es trasllada a Madrid per ampliar els seus estudis musicals al Reial Conservatori de Música, on cursarà els estudis oficials de contrapunt i fuga. El 1964 obté per oposició la plaça de Beneficiat Organista de la Catedral de "La Rodona" de Logronyo i posteriorment ocupa a Saragossa el càrrec de Beneficiat mestre de Catedral de Sant Salvador de Saragossa, coneguda com "la Seu". Continua la seva formació com a compositor, realitzant un curs de Composició amb el mestre Fernando Remacha al Conservatori de Música de Pamplona. Entre els anys 1968 i 1975 es trasllada a Alemanya per fer estudis de música i Musicologia a Múnic, gràcies a una beca de la "Fundació Juan March" i el suport de l'empresa muniquesa "Hans Loy". Mentrestant, el 1973 va obtenir, també per oposició, el càrrec de Canonge Prefecte de Música de la Seu de Saragossa que, des d'aleshores, conservarà amb caràcter vitalici.
Dispensat de les tasques catedralícies pel seu arquebisbe, Pedro Cantero Cuadrado, va continuar la seva formació a Múnic, on va ampliar estudis de Composició, Tècnica de Cant i Orgue, i es matricula a la Universitat Estatal Ludwigs-Maximilian de Munich entre 1969 i 1974, on obté el títol de llicenciat en "Filologia del Llatí Medieval - Romàniques - Musicologia", i posteriorment, el de doctor amb la seva tesi doctoral, "Die Tradition des liturgischen Passionsvortrags in Spanien" ("La tradición del canto litúrgico de la Pasión en España"). Des del seu retorn a Espanya el 1975, ha mantingut contactes continuats amb Alemanya. El 1975 es torna a assentar a Saragossa, lloc on residiria fins a 1988. Col·labora assíduament a escala local impartint classes de l'especialitat i nombroses conferències, i publica diversos articles sobre música i musicologia aragonesa a la revista setmanal Andalán entre els anys 1975 i 1980, així com en el periòdic saragossà El Dia entre 1981 i 1983. Entre 1978 i 1983 va finalitzar els seus estudis de grau superior en l'especialitat d'Orgue, al Conservatori Superior Municipal de Música de Barcelona, amb la professora Montserrat Torrent i Serra, obtenint el Títol Superior d'Orgue. Al mateix temps, també obté el Títol Superior de Musicologia al Reial Conservatori Superior de Música de Madrid el 1982.

## Conferenciant, director de cor i concertista
Altres facetes seves han estat la de conferenciant sobre polifonia clàssica espanyola, director de cors i concertista d'orgue. Així, ha dirigit diverses formacions vocals i ha realitzat gires de concerts per tot Europa, participant amb èxit entre 1981 i 1982 en els Festivals de Música de Salzburg, a Notre-Dame de París, a l'Institut Espanyol de Cultura de París, davant Joan Pau II a Sant Pere del Vaticà, en la VII Setmana de Música Barroca de Brescia a Itàlia, a banda d'altres recitals per tot el territori espanyol, a Saragossa, Osca, Logronyo, Madrid, Toledo i Barcelona; i també a Salzburg a Àustria; Múnic, Regensburg i Ausburg a Alemanya; París i Avinyó a França; i Brescia, Florència i Roma a Itàlia. Va participar activament en la preparació i desenvolupament del "I Congrés Nacional de la Societat Espanyola de Musicologia" a Saragossa, el 1978. Va ser membre fundador, al costat dels professors Pedro Calahorra i José Luis González Uriol, de la "Secció de Música Antiga", de la "Institución Fernando el Católico" el 1978, i pertany al Consell Assessor de Nassarre. Revista Aragonesa de Musicologia.

## Catalogador a Saragossa
Des del 1985 va dirigir i coordinar diversos projectes de catalogació integral dels arxius de música de les catedrals de Saragossa (El Pilar i La Seu). Al costat d'altres col·laboradors com Antonio Ezquerro Esteban i Luís Antonio González Marín va contribuir en l'elaboració d'un catàleg informatitzat de tot el material existent, de prop de 14.000 obres des de finals del s. XV fins al present, seguint les normes del RISM (Répertoire International des Sources Musicales), així com una base de dades que facilita la identificació dels músics actius en les dues catedrals de la Seu i El Pilar, i el coneixement de la pràctica musical catedralícia al llarg d'aquests segles. Va ser Catedràtic d'Estètica i Història de la Música del Conservatori Estatal de Música de Saragossa (1985-1988) i ha estat membre del Comitè Organitzador del Congrés Internacional de Musicologia "La Música Española del Renacimiento: Melchor Robledo" (Saragossa, Institución Fernando el Católico, 1987).

## Responsabilitats alSEdeM, alCSICi alRISM
El 1987 fou elegit vicepresident de la Societat Espanyola de Musicologia (SEdeM) a Madrid. El març de 1988 va obtenir una plaça com a Col·laborador Científic del Consell Superior d'Investigacions Científiques, sent destinat a la Institució Milà i Fontanals, on es converteix en Cap de la Unitat Estructural d'Investigació (UEI) de Musicologia, hereva de l'antic "Institut Espanyol de Musicologia", càrrec que exerceix entre 1988 i 1994, fins que aquesta Unitat es transforma en el Departament de Musicologia de la Institució Milà i Fontanals, on continuarà en la direcció des de la seva creació, el 1994, fins al 1999. A partir de l'any 1988 es fa càrrec de la direcció de la revista científica del CSIC Anuario Musical, responsabilitat que mantindrà fins al 2014. També ha estat el responsable de la col·lecció editorial "Monumentos de la Música Española" entre els anys 1988 i 1998. Mentre estigué al capdavant de la direcció de la UEI i el Departament de Musicologia de la Institució Milà i Fontanals es va preocupar d'organitzar, ampliar i actualitzar la biblioteca del Departament i de dotar-la dels mitjans tècnics informàtics més avançats del moment per al desenvolupament de l'especialitat. Paral·lelament va preocupar-se en intensificar les relacions internacionals amb altres centres d'investigació nacionals i estrangers, participant en projectes conjunts i col·laborant en treballs amb investigadors i equips de Califòrnia (EUA), Canadà, Israel, Portugal, Àustria, Itàlia o Alemanya.
Va participar en l'organització de diversos congressos, seminaris i en la direcció de diversos projectes d'investigació. Així, el 1988, quan va començar a residir a la Barcelona, va participar en el Comitè Organitzador del Congrés Internacional "Higinio Angles i la Musicologia Hispànica" i va organitzar i dirigir les "I Jornades Internacionals del RISM". Gràcies a la seva tasca va poder crear-se a Espanya el "Grup de Treball d'Àmbit Estatal RISM-Espanya" (Répertoire International des Sources Musicals) amb caràcter autònom, en el qual des de la seva fundació participen quatre institucions nacionals: el CSIC, a través del seu Departament de Musicologia, les universitats estatals amb càtedra de Musicologia, el Ministeri de Cultura, a través del Centre d'Informació i Documentació d'Arxius estatals, i la Conferència Episcopal Espanyola, a través del Secretariat Nacional de la Comissió Episcopal per al Patrimoni Cultural de l'Església. Des del Grup de Treball del RISM, el 1990, va organitzar i va dirigir les "I Jornades d'Estudi i catalogació de Fonts Musicals", com a presentació del RISM-Internacional a Espanya. En 1991 va ser triat President de RISM-Espanya, càrrec que va ocupar fins a 1999, passant llavors a ser President Honorari de l'associació i instal·lant-se a la Redacció Central del Grup de Treball espanyol a Barcelona. Aquest mateix any fou membre del Comitè Organitzador del Congrés Internacional "Pedrell i el nacionalisme musical". El 1992 va ser nomenat membre del "Consell Nacional de la Música" del Ministeri de Cultura, exercint fins a 1997. El 1993, amb motiu de la celebració del cinquantenari de la fundació de l'antic Institut Espanyol de Musicologia, va organitzar i va dirigir a Barcelona el Simposi Internacional "L'Institut Espanyol de Musicologia del CSIC i la investigació sobre les fonts musicals hispanes". El mateix any, va actuar com a membre del Comitè Organitzador del Congrés Internacional "El barroc musical hispà" a Cardiff, Gran Bretanya. El 1995 va ser nomenat Investigador Científic del CSIC i des de 1996, ha col·laborat en seminaris de musicologia històrica i tribunals de tesis doctorals al Centre Superior d'Estudis Musicals de la Universitat Autònoma de Madrid. En l'àmbit de la seva faceta investigadora, ha dirigit durant llargs anys nombrosos projectes i investigació subvencionats, tant nacionals com internacionals, com a investigador principal.

## Reconeixements
En 1983 l'Ajuntament de Saragossa el reconeix com a "Fill Adoptiu de la Ciutat de Saragossa" en reconeixement de la seva tasca docent, investigadora, i d'interpretació de la música. En 1985 és nomenat acadèmic corresponent de la "Real Academia de Ciencias Históricas de Toledo", i el 1988 acadèmic numerari de la Reial Acadèmia de Nobles i Belles Arts de Sant Lluís, a Saragossa.